# Aeroportul Bandar Lengeh
Aeroportul Bandar Lengeh (IATA: BDH, ICAO: OIBL) este un aeroport din Iran ce deservește zona Bandar Lengeh.
Situat la o altitudine de 20 m, aeroportul dispune de o singură pistă. Este operat de Iran Civil Aviation Organization⁠(d).